# Nederlandse kampioenschappen zwemmen 1935
De Nederlandse kampioenschappen zwemmen 1935 werden gehouden op 20 en 21 juli 1935 in Bergen op Zoom, Nederland.
Er werden twee Nederlandse records verbeterd. Addie Sipkema was een fractie sneller op de 200 meter vrije slag, Kees van Aelst verbeterde zijn eigen record op de 300 meter wisselslag met bijna zeven seconden. Lientje Helms trok zich terug op de 100 meter rugslag, zodat op die afstand maar twee deelneemsters overbleven. Op de 3x50 meter wisselslag voor mannen werd de als derde geëindigde zwemclub Zian gediskwalificeerd (RZC nam zijn plek over), op de 300 meter wisselslag werd Piet Metman gediskwalificeerd wegens het verkeerd nemen van een keerpunt. Alleen Kees van Aelst bleef op deze afstand over, en won daarmee automatisch.
DJK was de succesvolste vereniging en won met 31 punten de RDZ-wisselbeker. RDZ werd zelf tweede.

## Zwemmen

### Mannen
| Afstand:           | Goud:                                                                        | Tijd    | Zilver:                                                        | Tijd    | Brons:                   | Tijd    |
| 100 m vrije slag   | C. A. Kreffer DJK                                                            | 1.02,2  | Bertus Mooi Wilten HPC                                         | 1.03,0  | J. H. Brink De Dolfijn   | 1.07,2  |
| 100 m vrije slag   | C. A. Kreffer DJK                                                            | 1.02,2  | Bertus Mooi Wilten HPC                                         | 1.03,0  | G. Dijkema Het Y         | 1.07,2  |
| 200 m vrije slag   | Addie Sipkema HPC                                                            | 2.24,2  | C. A. Kreffer DJK                                              | 2.25,6  | Bertus Mooi Wilten HPC   | 2.27,6  |
| 200 m vrije slag   | Addie Sipkema HPC                                                            | 2.24,2  | C. A. Kreffer DJK                                              | 2.25,6  | Stans Scheffer DJK       | 2.27,6  |
| 400 m vrije slag   | Willy Geerling Het Y                                                         | 5.27,2  | J. H. Brink De Dolfijn                                         | 5.30,0  | Bep Charité Zian         | 5.35,2  |
| 1500 m vrije slag  | A. Voorwinde RZC                                                             | 22.22,8 | Bep Charité Zian                                               | 22.24,2 | Maarten Schoenmaker Zian | 22.33,4 |
| 100 m rugslag      | Piet Metman Het Y                                                            | 1.13,6  | Jan van Heteren HZ&PC                                          | 1.13,8  |                          |         |
| 100 m rugslag      | Piet Metman Het Y                                                            | 1.13,6  | Kees van Aelst HZ&PC                                           | 1.13,8  |                          |         |
| 200 m schoolslag   | Piet Kruithof RZC                                                            | 2.56,2  | Leen Korpershoek RZC                                           | 3.00,0  | Joop van Duin Zian       | 3.00,4  |
| 300 m wisselslag   | Kees van Aelst HZ&PC                                                         | 4.18,4  | Piet Metman (gediskw.) Het Y                                   | 4.46,8  |                          |         |
| 3x50 m wisselslag  | Het Y Piet Metman Hans Maier G. Dijkema                                      | 1.37,0  | DJK Stans Scheffer A. van Kalken C. A. Kreffer                 | 1.37,4  | RZC                      | 1.42,6  |
| 5x50 m vrije slag  | Zian Joop van Duin Kees Jongbloed Henk de Haas Eddy Verveer Pim van den Hoek | 2.20,6  | DJK                                                            | 2.22,2  | Het Y                    | 2.23,2  |
| 4x100 m vrije slag | DJK Jan Senff Flip Winckel Stans Scheffer C. A. Kreffer                      | 4.21,6  | Zian Henk de Haas Eddy Verveer Maarten Schoenmaker Bep Charité | 4.27,0  | Het Y                    | 4.27,2  |
| 4x200 m vrije slag | DJK Jan Senff Flip Winckel Stans Scheffer C. A. Kreffer                      | 10.16,2 | HPC Heemstede                                                  | 10.18,6 | RZC                      | 10.43,8 |

### Vrouwen
| Afstand:           | Goud:                                                                           | Tijd   | Zilver:                                                | Tijd   | Brons:               | Tijd   |
| 100 m vrije slag   | Willy den Ouden RDZ                                                             | 1.07,0 | Rie Mastenbroek ODZ                                    | 1.09,0 | Tini Wagner Het Y    | 1.11,0 |
| 400 m vrije slag   | Rie Mastenbroek ODZ                                                             | 5.38,8 | Tini Wagner Het Y                                      | 5.43,4 | Annie Timmermans RDZ | 5.45,6 |
| 100 m rugslag      | Nida Senff ADZ                                                                  | 1.21,0 | Bep Martin ODZ                                         | 1.21,2 |                      |        |
| 200 m schoolslag   | Jenny Kastein HDZ                                                               | 3.13,4 | C. Eykebroek ODZ                                       | 3.18,0 | Nel Roelants RDZ     | 3.19,4 |
| 200 m schoolslag   | Jenny Kastein HDZ                                                               | 3.13,4 | C. Eykebroek ODZ                                       | 3.18,0 | Jopie Waalberg ADZ   | 3.19,4 |
| 300 m wisselslag   | Annie Timmermans RDZ                                                            | 4.41,4 | Loes Oortgysen ADZ                                     | 5.13,2 | Coba Huybers Het Y   | 5.33,2 |
| 3x50 m wisselslag  | ODZ Bep Martin C. Eykebroek Rie Mastenbroek                                     | 1.52,0 | RDZ Willy den Ouden Greta Brouwers Annie Timmermans    | 1.53,6 | ADZ                  | 1.55,0 |
| 5x50 m vrije slag  | RDZ Greta Brouwers Rie Olsen Willy van Leeuwen Annie Timmermans Willy den Ouden | 2.40,8 | ADZ                                                    | 2.48,4 | Het Y                | 2.48,6 |
| 4x100 m vrije slag | RDZ Greta Brouwers Willy van Leeuwen Annie Timmermans Willy den Ouden           | 4.53,0 | ODZ Ida Breukel Nelly Mudde Puck Oversloot R. de Graaf | 5.10,6 | ADZ                  | 5.13,8 |

## Schoonspringen

### Mannen
| Onderdeel: | Goud:              | Score  | Zilver:              | Score  | Brons:               | Score  |
| 3 m plank  | Joop Stotijn HZ&PC | 114,76 | Bob Denneboom AZ '70 | 106,69 | Henk Lotgering Het Y | 104,21 |

### Vrouwen
| Onderdeel: | Goud:             | Score | Zilver:            | Score | Brons:        | Score |
| 3 m plank  | Leonie Tholen HDZ | 66,02 | Jopie Waalberg ADZ | 57,38 | N. Zeeman ADZ | 54,70 |

Langebaan (50 meter):

1920 ·
1921 ·
1922 ·
1923 ·
1924 ·
1925 ·
1926 ·
1927 ·
1928 ·
1929 ·
1930 ·
1931 ·
1932 ·
1933 ·
1934 ·
1935 ·
1936 ·
1937 ·
1938 ·
1939 ·
1940 ·
1941 ·
1942 ·
1943 ·
1944 ·
1945 ·
1946 ·
1947 ·
1948 ·
1949 ·
1950 ·
1951 ·
1952 ·
1953 ·
1954 ·
1955 ·
1956 ·
1957 ·
1958 ·
1959 ·
1960 ·
1961 ·
1962 ·
1963 ·
1964 ·
1965 ·
1966 ·
1967 ·
1968 ·
1969 ·
1970 ·
1971 ·
1972 ·
1973 ·
1974 ·
1975 ·
1976 ·
1977 ·
1978 ·
1979 ·
1980 ·
1981 ·
1982 ·
1983 ·
1984 ·
1985 ·
1986 ·
1987 ·
1988 ·
1989 ·
1990 ·
1991 ·
1992 ·
1993 ·
1994 ·
1995 ·
1996 ·
1997 ·
1998 ·
Amersfoort 1999 ·
Drachten 2000 ·
Eindhoven 2001 ·
Amersfoort 2002 ·
Amsterdam 2003 ·
Amsterdam 2004 ·
Amsterdam 2005 ·
Eindhoven 2006 ·
Amsterdam 2007 ·
Eindhoven 2008 ·
Eindhoven 2009 ·
Eindhoven 2010 ·
Eindhoven juni 2011 ·
Eindhoven december 2011 ·
Amsterdam 2012 ·
Eindhoven 2013 ·
Eindhoven 2014 ·
Eindhoven 2015 ·
Eindhoven 2016 ·
Eindhoven 2017 ·
Amersfoort 2018 ·
Amersfoort 2019 ·
2020 ·
2021 ·
Amersfoort 2022 ·
Amersfoort 2023 ·
Amersfoort 2024

Kortebaan (25 meter):

1980 ·
1981 ·
1982 ·
1983 ·
1984 ·
1985 ·
1986 ·
1987 ·
1988 ·
1989 ·
1990 ·
1991 ·
1992 ·
1993 ·
1994 ·
1995 ·
1996 ·
1997 ·
's-Hertogenbosch 1998 ·
Nieuwegein 1999 ·
Nieuwegein 2000 ·
Alphen aan den Rijn 2001 ·
Eindhoven 2002 ·
Drachten 2004 ·
Amsterdam 2005 ·
Drachten 2006 ·
Amsterdam 2007 ·
Amsterdam 2008 ·
Amsterdam 2009 ·
Amsterdam 2010 ·
Amsterdam 2012 ·
Dordrecht 2013 ·
Tilburg 2014 ·
Tilburg 2015 ·
Hoofddorp 2016 ·
Hoofddorp 2017 ·
Tilburg 2018 ·
Tilburg 2019 ·
2020 ·
Den Haag 2021 ·
Den Haag 2022 ·
Den Haag 2023